# Mouvement antinucléaire

« Nucléaire ? Non merci ! », autocollant de 1975 contre l'énergie nucléaire.

Le mouvement antinucléaire est l'ensemble des personnes et organisations (associations, syndicats, partis politiques) qui s'opposent de façon générale (philosophiquement, idéologiquement ou politiquement) à l'utilisation civile ou militaire de l'énergie nucléaire sous une forme ou sous une autre. Cette opposition peut s'étendre de la bombe atomique aux différentes armes utilisant l'uranium appauvri, jusqu'à la production d'électricité d'origine nucléaire, l'irradiation des aliments et l'utilisation de la radioactivité.
Les opposants au nucléaire soutiennent que l'arme nucléaire est inutile, coûteuse, et dangereuse pour la vie sur la planète Terre, de même que la production d'électricité d'origine nucléaire, qui pourrait selon eux être remplacée par les économies d'énergie et les énergies renouvelables tandis que l'uranium serait, de même que les énergies fossiles, une source d'énergie dont l'épuisement serait attendu dans quelques décennies.
Certains opposants au nucléaire considèrent qu'il existe des liens étroits entre le nucléaire civil et militaire, et que le nucléaire dit « civil » a une lourde responsabilité dans la prolifération nucléaire.

## Origine
La technologie nucléaire est tenue par le mouvement antinucléaire comme une « technologie à haut risque » pouvant mettre en danger sur une longue durée les populations environnantes et même éloignées. Le mouvement a pour motivation les problèmes de sécurité et de sûreté que cette technologie implique : conséquences quasi-irrémédiables sur la santé et poursuite de vie intenable en cas d'accident nucléaire « grave », y compris pour la descendance des victimes. Dans l'argumentaire s'ajoute l'absence de solution pérenne pour la gestion des déchets radioactifs à vie longue, rejetant la solution de stockage géologique profond dont le laboratoire Cigéo étudie la réalisation…
Des centaines de groupes de toute taille, régionaux, nationaux ou internationaux, de toute importance politique – Greenpeace, le WWF, les Amis de la Terre (Friends of the earth), le Réseau Sortir du nucléaire, la Clamshell Alliance (en) (Nouvelle-Angleterre), l'Abalone Alliance (en) (Californie), Stop Golfech (Tarn-et-Garonne)… – s'opposent au développement de l'énergie nucléaire.
Ces associations pensent de la technique nucléaire :
- qu'elle engendre de la pollution radioactive ;
- qu'il y a des risques de prolifération nucléaire civile et militaire ;
- qu'une trop grande vulnérabilité existe face aux actions de terrorisme de pays tiers et de groupes armés ;
- que l'autorité de sûreté nucléaire ne peut pas la contrôler.

Certains groupes utilisent une justification économique pour son effet de sensibilisation des populations, remettant en cause la compétitivité du nucléaire. « Il y a des coûts économiques réels qui n'ont pas été correctement dimensionnés »[Selon qui ?] ; ces « coûts cachés » sont dénoncés par la prospective écologique antinucléaire.
Certains groupes ont pu organiser des actions de désobéissance civile non-violente, telle l'inscription de slogans sur des tours de refroidissement de la centrale nucléaire de Belleville[source secondaire souhaitée].
Les propositions d'alternatives technologiques décentralisées – comme les économies d'énergie et les énergies renouvelables – ou sociales – comme la non-violence et la démocratie participative dont fait partie la procédure de débat public–, l'effort de développement nécessaire des énergies renouvelables, deviennent la plupart du temps des références. La réaction de refus du nucléaire dans tous ces mouvements est dénigrée et qualifiée de NIMBY par ceux qui les désapprouvent, ceux que les « antinucléaires » qualifient globalement de « pronucléaires ».
Certains observateurs mettent en évidence un lien fort entre les opposants à l'énergie nucléaire et ceux qui, dans l'histoire mondiale, demandaient un désarmement unilatéral pendant la Guerre froide. D'autres rattachent le mouvement antinucléaire à des courants du mouvement écologiste qui prônent le respect de l'environnement et la responsabilité de léguer aux générations futures une terre sans déchet.

## Histoire

### Après la Seconde Guerre mondiale

Symbole de la Campagne pour le Désarmement Nucléaire de 1963, devenu ensuite « Symbole de la paix »

Le mouvement antinucléaire est né après la Seconde Guerre mondiale, en réponse aux bombardements atomiques de Hiroshima et Nagasaki. Le mouvement antinucléaire est alors un mouvement pacifiste, pour lequel les considérations écologiques sont absentes ou secondaires.
En France est créé le 22 avril 1948, le groupe des Combattants de la Liberté qui deviendront en 1951 le Mouvement de la Paix. Issu de la Résistance, ce mouvement participe aux conférences mondiales.
Le 18 mars 1950, l'Appel de Stockholm de Frédéric Joliot-Curie, scientifique français, président du Conseil mondial de la Paix, vise à interdire la bombe nucléaire dans le monde. Aux États-Unis, des personnalités telles que Barry Commoner ou Linus Pauling s'opposent aux essais nucléaires vers la fin des années 1950.
La bombe Castle Bravo d'une puissance de 15 mégatonnes testée dans l'atoll de Bikini en 1954 a provoqué un drame humain et écologique dans une zone de plusieurs centaines de kilomètres autour du lieu d'explosion. Ces conséquences déclenchèrent un mouvement d'opinion global critique à l'égard des tests et, plus généralement, du développement des armes nucléaires.

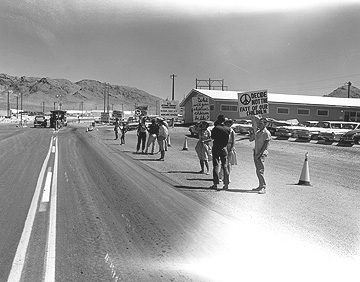
Manifestants à l'entrée du centre d'essais du Nevada en 1963

En 1956, le philosophe allemand Günther Anders publie un texte intitulé « Sur la bombe et les causes de notre aveuglement face à l'apocalypse ».
En 1957 a lieu le premier accident grave du nucléaire civil du monde occidental à la centrale de Windscale en Angleterre (renommée Selafield depuis) .
En 1958, sous l'impulsion de Bertrand Russell la Campagne pour le désarmement nucléaire en Grande-Bretagne lance la première marche d'opposition aux armes nucléaires, de Londres à Aldermaston, lieu où une usine de fabrication de missiles nucléaires avait été installée. Le logo imaginé pour ce mouvement par le designer Gerald Holtom restera comme un symbole de paix universel (associé au mouvement beatnik et plus tard au mouvement hippie ou Peace and love).
La première manifestation en France contre l'armement atomique se déroule le 11 avril 1958. Quatre-vingt-deux personnes pénètrent dans l'usine nucléaire de Marcoule (Gard) qui produit du plutonium pour la bombe atomique.
En 1962 est créée la première association antinucléaire française : l'APRI - association pour la protection contre les rayonnements ionisants. C'est aussi en 1962 que Satish Kumar et E. P. Menon font leur « Pèlerinage pour la paix » de plus de 8 000 kilomètres, et rencontrent quatre chefs d’États nucléaires à Moscou, Paris, Londres et Washington, DC.
En 1963 Claude Bourdet et Jean Rostand créent en France le Mouvement contre l'armement atomique (MCAA) qui deviendra le Mouvement pour le désarmement, la paix et la liberté (MDPL). La même année, le Traité d'interdiction partielle des essais nucléaires propose l'arrêt des essais atomiques atmosphériques au sol et dans les eaux : il est signé par plus de 150 nations à l'exception de la Chine et de la France. En 1964 a lieu la conférence internationale de Thyringen en Suède réunissant des organisations opposées à l'armement nucléaire se réclamant du non-alignement. Le 26 avril 1964 est organisé un rassemblement de 120 000 personnes à l'appel du Comité national contre la force de frappe (CNFF) dans le parc des Sceaux à Paris. Le 1er juillet 1968 est signé le Traité de non-prolifération nucléaire.

### Années 1970

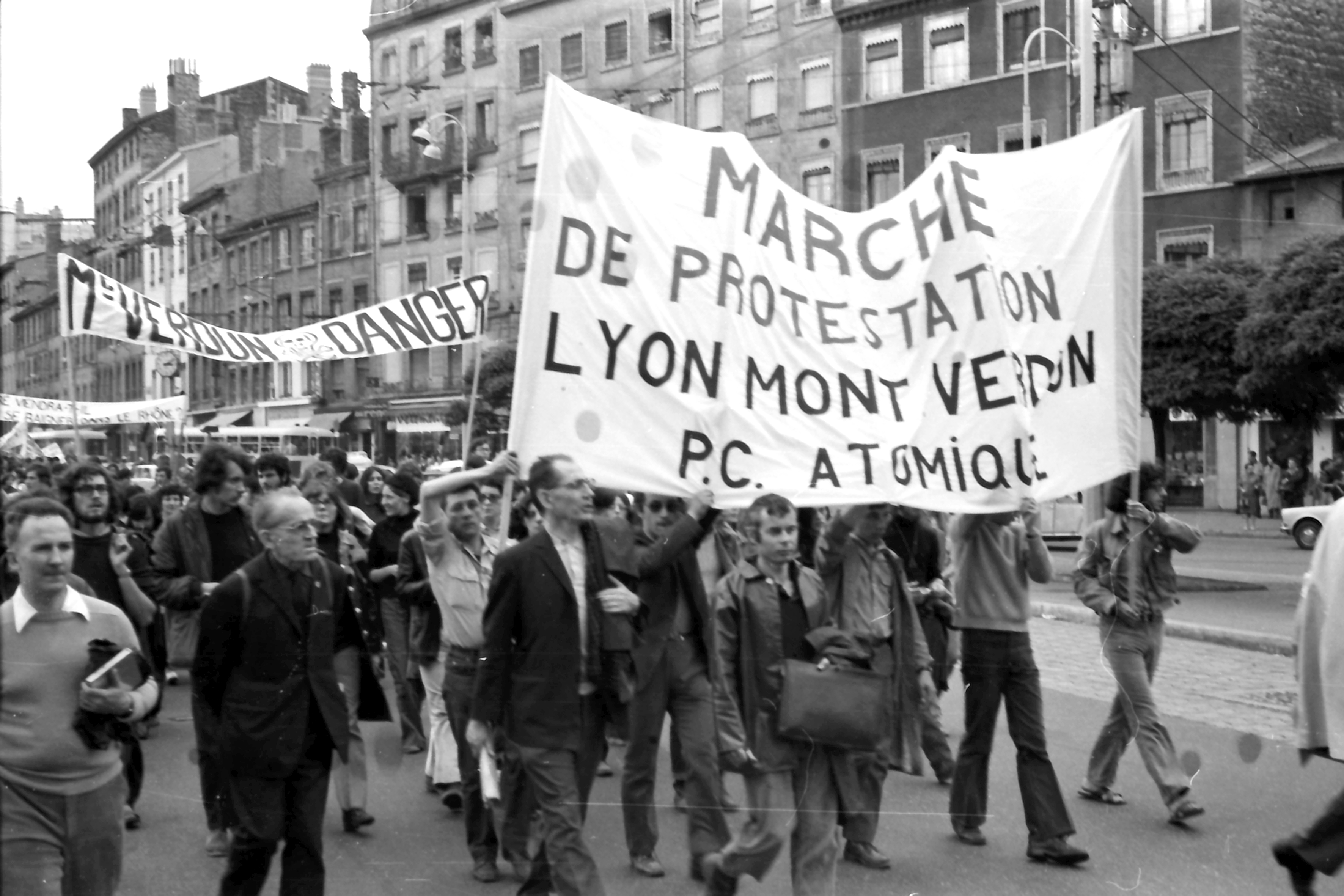
Maître Jean-Jacques de Felice, Théodore Monod, le pasteur René Cruse et Yvon Montigné, le 19 juin 1971, en tête de la marche du Groupe d'action et de résistance à la militarisation, de Lyon au Mont-Verdun, contre la force de frappe nucléaire.

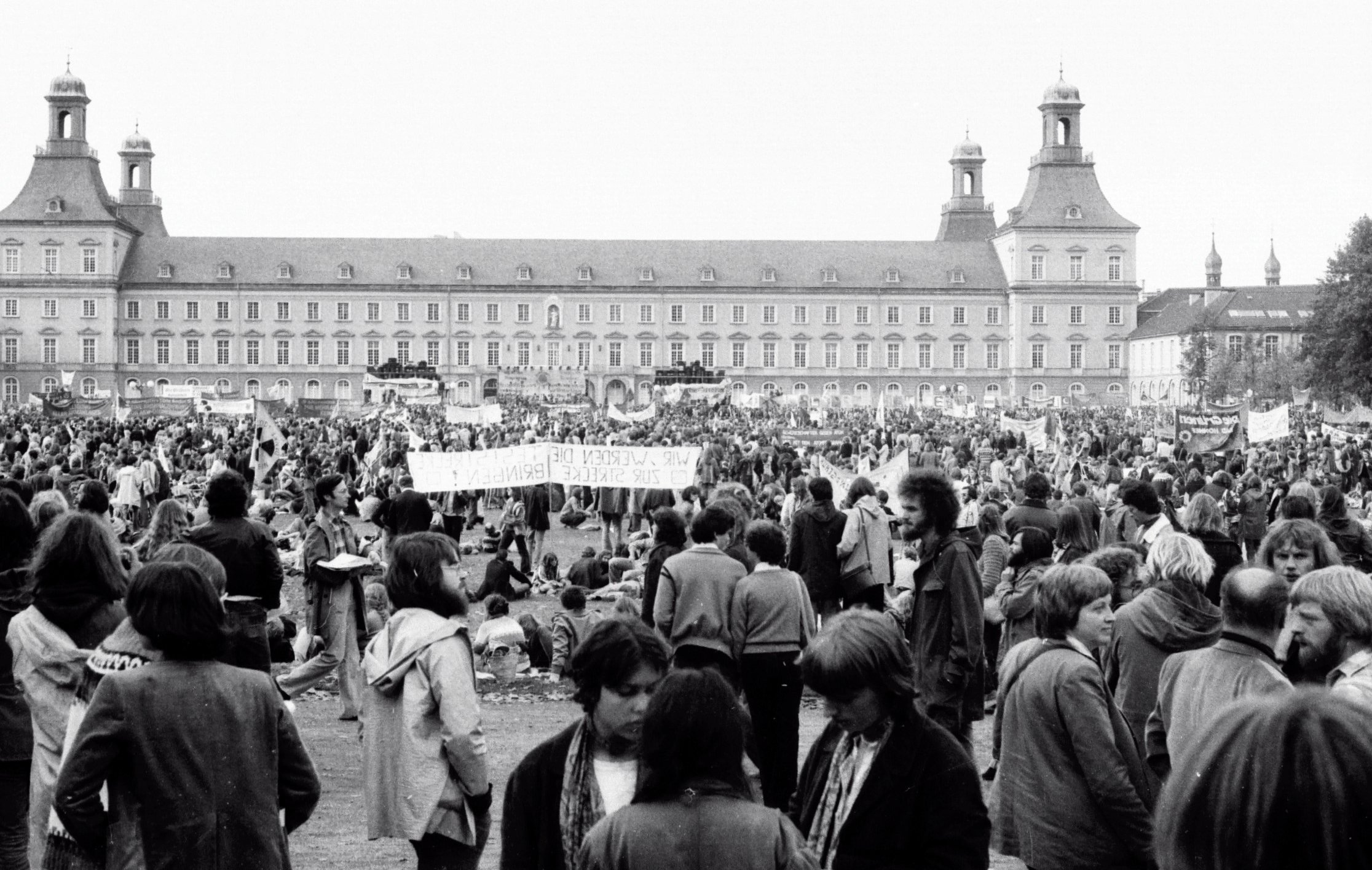
Manifestation antinucléaire à Bonn en 1979.

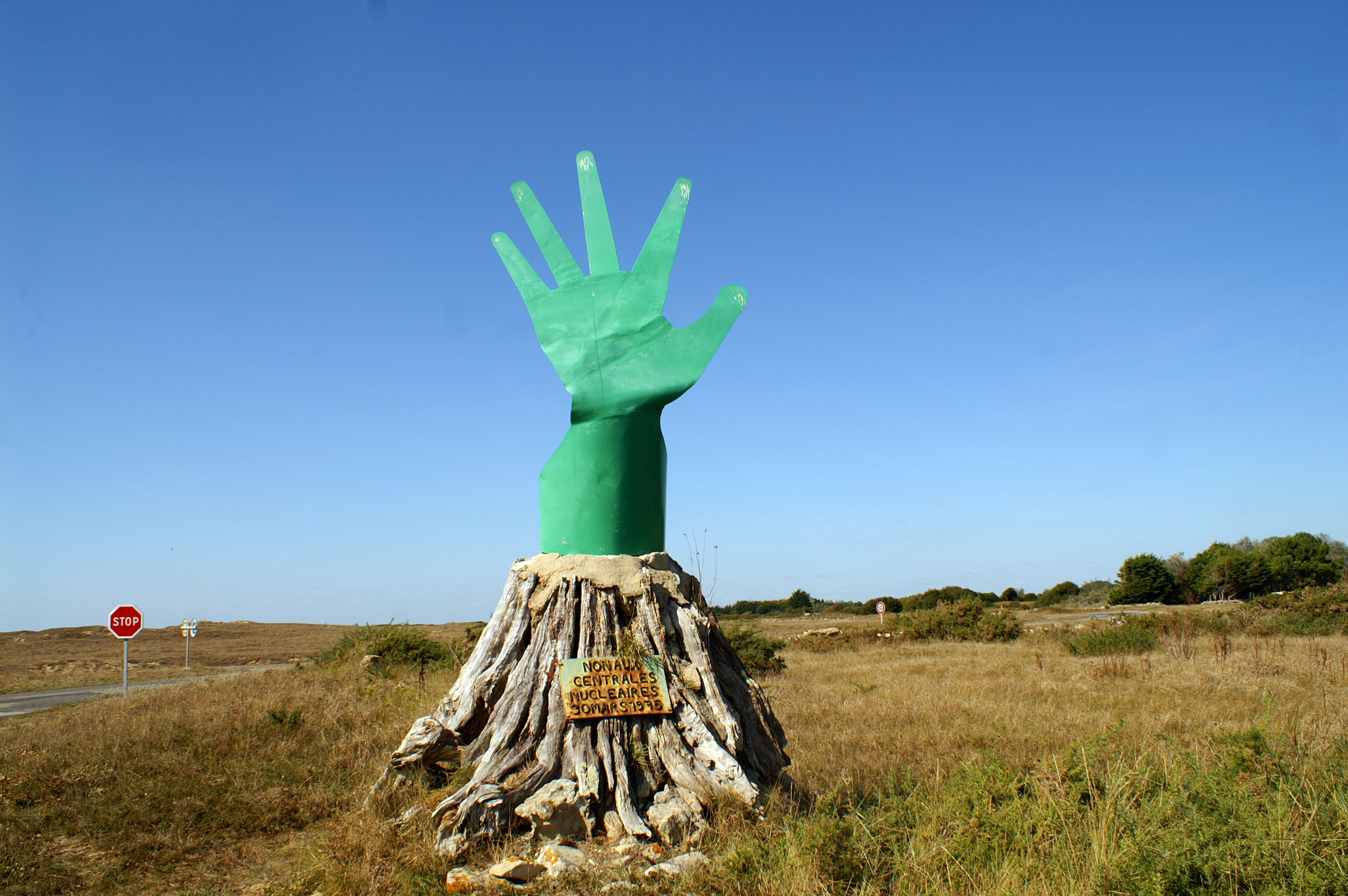
Main Verte monument Erdeven 1975.

Dans les années 1970, l'apparition de sensibilités environnementalistes ouvre le débat sur les conséquences de l'utilisation des technologies complexes, dont l'énergie nucléaire notamment, parce qu'elle est alors dans une phase de développement et sans références techniques encore bien établies. Elle est intimement liée aux technologies et concepts de l'arme nucléaire, dans un rapport qui a été codifié lors de la signature du traité de non-prolifération nucléaire :
- la nuit du 30 au 31 janvier 1971, quelques militants du Groupe d'action et de résistance à la militarisation (GARM) pénètrent clandestinement au cœur du chantier du poste de commandement de la force de frappe nucléaire du Mont-Verdun, près de Lyon et s'y laissent arrêter[5],[6],[7],[8] ;
- 12 avril 1971 : Première manifestation contre le nucléaire civil en France, 1 500 personnes participent à la marche sur Fessenheim (Alsace - France) organisée par le Comité pour la sauvegarde de Fessenheim et de la plaine du Rhin ;
- Le 19 juin 1971, à l'initiative du Groupe d'action et de résistance à la militarisation, 4 000 personnes, avec à leur tête Théodore Monod, marchent de Lyon au Mont Verdun et y participent à une fête[9].
- 10 et 11 juillet 1971 : marche pacifique face à la centrale nucléaire du Bugey réunissant 15 000 à 20 000 personnes[10][source insuffisante], à laquelle participent des membres du groupe Survivre et vivre, dont le mathématicien Alexandre Grothendieck [11],[12] ;
- 30 janvier 1972 : nouvelle intrusion du Groupe d'action et de résistance à la militarisation au Mont-Verdun[13] ;
- 14 juin 1973 : le Garm organise un rassemblement antimilitariste au Mont Verdun[14] ;
- Février 1975 : « Appel des 400 », des scientifiques opposés au programme nucléaire français. Création du Groupement des scientifiques pour l’information sur l’énergie nucléaire (GSIEN) par des physiciens à l’origine de cette mobilisation[15] ;
- 30 mars 1975 : rassemblement de 15 000 personnes à Erdeven (Morbihan - France). Abandon du projet de centrale en novembre ;
- 1975 : occupation du chantier de la centrale nucléaire de Wyhl (Bade-Wurtemberg - Allemagne) par 25 000 militants pendant 8 mois ;
- 1975 : de Kaiseraugst (Suisse) à Gerstheim (Bas-Rhin - France), 12 projets de réacteurs sur le Rhin sont abandonnés ;
- 4 juillet 1976 : rassemblement de 20 000 opposants venus manifester contre Superphénix. Ils organisent un sit-in « dans le calme »[16] ;
- 31 juillet 1977 : manifestation contre Superphénix de 60 000 personnes et mort de l'une d'elles (Vital Michalon) à Creys-Malville (Isère - France) ;
- 1979 : accident nucléaire de Three Mile Island aux États-Unis sans rejet d'effluents radioactifs ;
- 1979 : vote par référendum de l’ « arrêt du nucléaire » en Suède.

### Années 1980

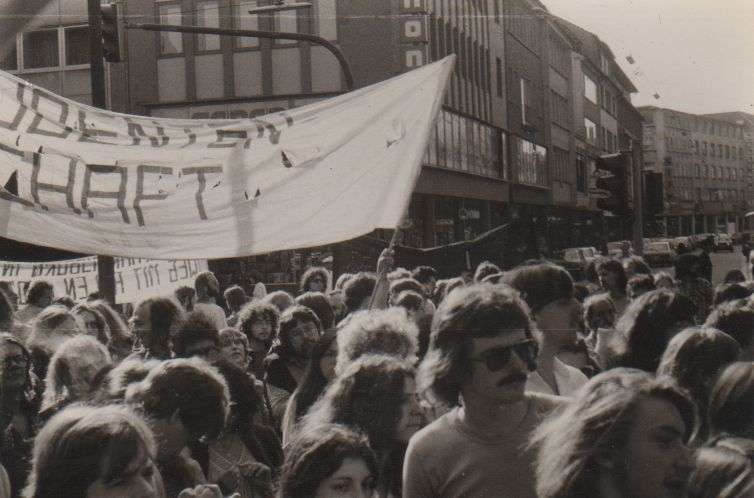
Manifestation contre la construction de Cattenom en 1980.

Dans les années 1980, l'opposition à l'énergie nucléaire s'exprime sur des bases environnementales : pollution de l'eau des fleuves et rivières, accidents de réacteur nucléaire connus, fuites connues de produits radioactifs pendant des livraisons. Le stockage ou traitement des déchets radioactifs à long terme reste tenu comme un risque à forte probabilité :
- 1976-1981 : opposition et arrêt du projet de centrale nucléaire de Plogoff (Finistère - France)[17] ;
- 1980-1982 : réalisation du projet de centrale nucléaire de Chooz-B (Ardennes - France) par le gouvernement socialiste nouvellement élu assortie de la « répression de l'opposition du mouvement antinucléaire » ;
- 1982 : l'entrée de la doctrine du no first use dans le droit international entérine une revendication minimale du mouvement antinucléaire[18] ;
- 1986 : catastrophe de Tchernobyl (Prypiat - Ukraine) avec rejet d'effluents radioactifs ;
- 1986 : vote par référendum de l'arrêt du nucléaire en Italie ;
- 1987 : abandon du projet d'usine de traitement du combustible usé de Wackersdorf (Bavière - Allemagne) après de nombreuses manifestations et une pétition enregistrée par la cour constitutionnelle de Bavière.

### Années 1990
- 1990 : vote par référendum d'un moratoire sur la construction de nouvelles centrales nucléaires en Suisse (moratoire non renouvelé au cours d'un second référendum en 2003, qui demandait également l'abandon de l'énergie nucléaire) ;
- 1994 : décision du parlement de l'arrêt du nucléaire aux Pays-Bas ;
- juillet 1999 : vote de l'arrêt du nucléaire en Belgique.

### Années 2000
- À la suite de la catastrophe de Fukushima, le Japon a fermé toutes ses centrales nucléaires. Malgré le refus de la population, le gouvernement les remet en service l'une après l'autre[réf. nécessaire] ;
- en 2011, Angela Merkel a pris une décision historique : abandonner le nucléaire d'ici 2022 ;
- 2012 Japon : les antinucléaire manifestent pour le premier anniversaire de Fukushima. Ces manifestations se répéteront à chaque anniversaire ;
- 2012 : manifestations antinucléaires « un peu partout en Europe »[19] ;
- 2012 : blocage de la centrale finlandaise [20] ;
- 2012 : pour fêter les trente ans du Peace camp en Écosse, Trente jours d’actions ;
- 2013 : manifestation contre le programme nucléaire de la Corée du Nord à Séoul[21] ;
- 2013 : la chaîne humaine antinucléaire à Paris ;
- 2014 : Japon : les antinucléaire manifestent pour les trois ans de Fukushima[22] ;
- 2016 : Flamanville, une des nombreuses manifestations contre l'EPR[23] ;
- 2016 : manifestations au Japon[24] ;
- 2016 : trente ans après Tchernobyl, manifestations antinucléaires sur le Rhin[25] ;
- 2017 : à Bure une de nombreuses manifestations contre le projet CIGEO (enfouissement des déchets nucléaires)[26] ;
- en juillet 2017, l'ONU adopte une résolution interdisant les armes nucléaires par 122 pays pour, un contre, une abstention. Les autres pays dont l'ensemble des puissances nucléaires ont boycotté le vote. La Campagne internationale pour l'abolition des armes nucléaires (en anglais International Campaign to Abolish Nuclear Weapons, abrégé en ICAN) à l'origine du traité a obtenu le Prix Nobel de la paix la même année[27]. Le Traité attend d'être ratifié par 50 États au moins[28].

## Aspects culturels
Le mouvement antinucléaire a été popularisé par des artistes américains : Bonnie Raitt et Jackson Browne ont enregistré des chansons sur l'énergie nucléaire et ses alternatives, et beaucoup d'entre eux se faisaient arrêter dans des manifestations. De nombreux autres films étaient tournés sur le sujet, comme Le Syndrome chinois (nommé aux Academy Awards de 1979) et Le Mystère Silkwood, qui illustrent les effets de fusion du cœur et de contamination radioactive.
En France, de nombreux artistes (tels que Marcel et son orchestre, Kent, les Wampas…) se sont produits dans des concerts en faveur de la sortie du nucléaire. Dans son TNP (Théâtre national portatif), Jean Kergrist a incarné Le Clown atomique plusieurs milliers de fois depuis 1975. Nicolas Lambert est l'auteur et l'interprète de la pièce de théâtre documentaire Avenir radieux, Un fission française.
En Belgique aussi, des artistes tel le Groupe d'action musicale (GAM) se mobilisent, font des concerts et participent même aux actions de luttes contre les projets de construction, comme celui de la Centrale nucléaire de Chooz.
La supplication. Tchernobyl, chronique du monde après l’Apocalypse de Svetlana Alexievitch, Prix Nobel de la Littérature, est un chœur d’hommes et de femmes racontant le calvaire subi après l’accident nucléaire. Magistrale polyphonie. Son livre bouleversant, traduit en dix-sept langues – et à ce jour toujours interdit en Biélorussie – est un plaidoyer convaincant contre l'énergie nucléaire.
Dans Éoliennes, l'écrivain Ferenc Rákóczy a publié le journal poétique d'un voyage à Tchernobyl ainsi que des poèmes sur la catastrophe nucléaire, analysant en particulier l'aspect de la perte de sens qui en résultait pour l'humanité.

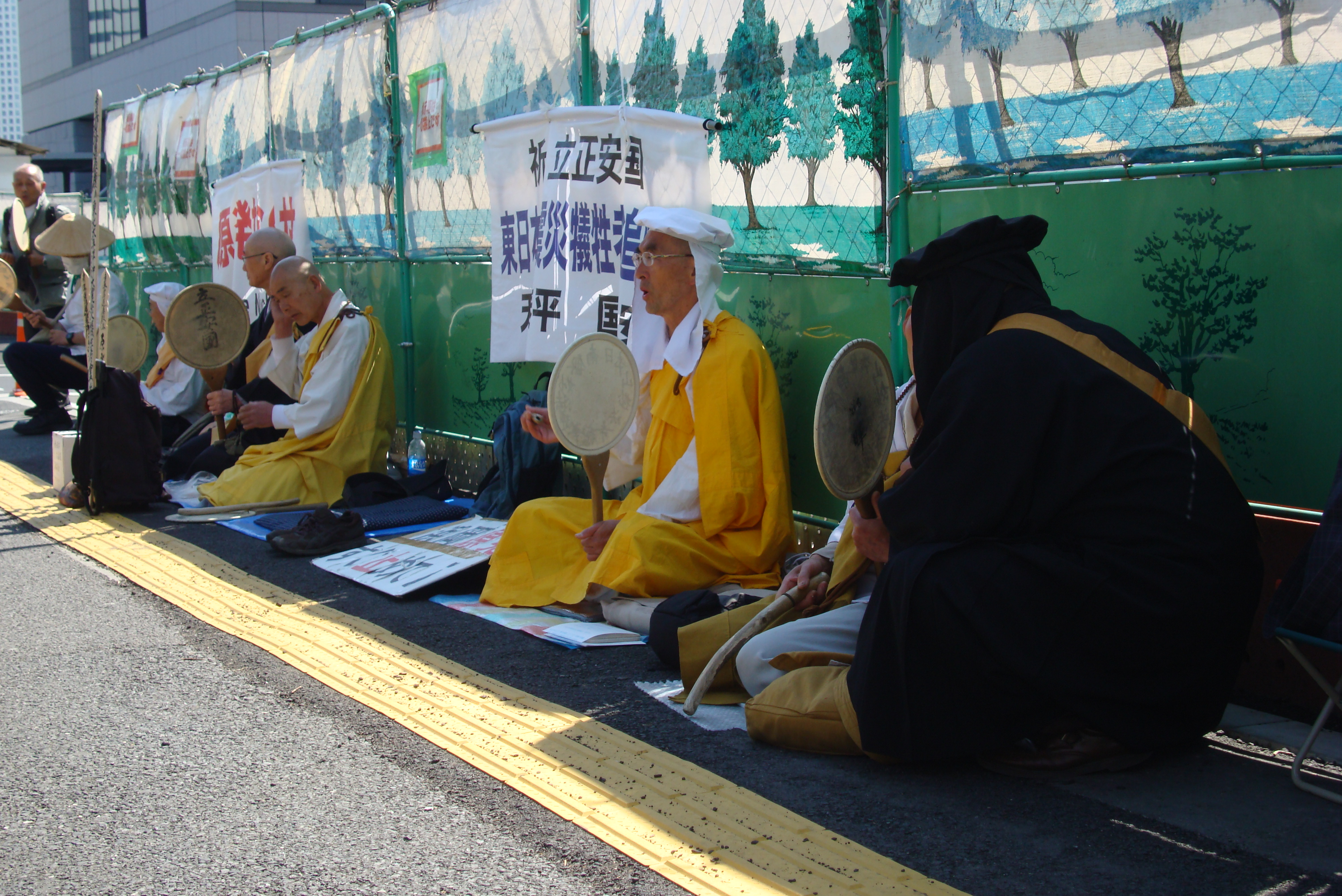
Des moines bouddhistes manifestent contre l'énergie nucléaire à côté du Parlement japonais à Tokyo le 5 avril 2011

Peu de temps après la catastrophe de Fukushima, un collectif d’artistes japonais s’est réuni autour de la figure de Otomo Yoshihide, originaire de cette ville, pour le Project Fukushima! « Au bout de Fukushima il y a comme suspendu, la grande question de la vie et du vivant. Qu’en faisons nous ? » Des moines bouddhistes se sont mobilisés contre le nucléaire au Japon.

## Mouvement antinucléaire dans le monde

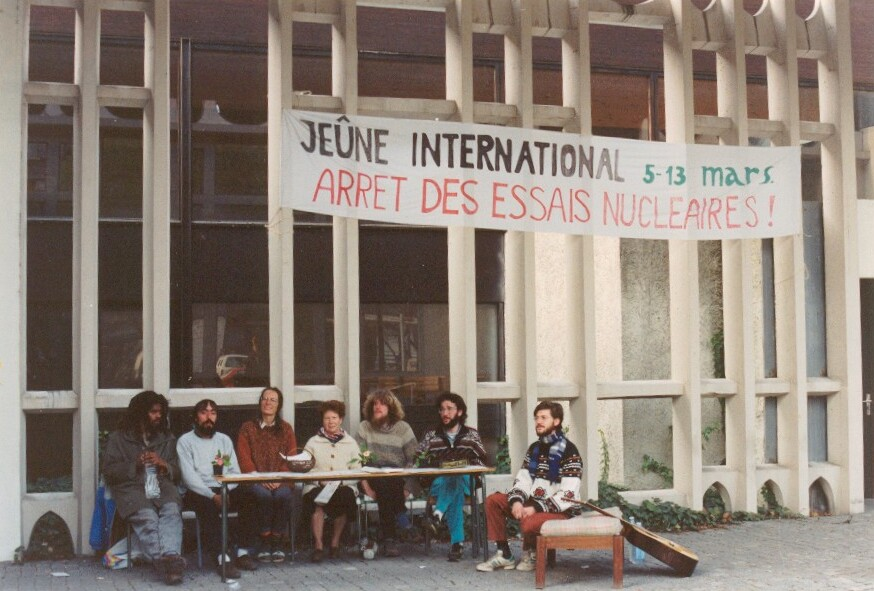
Jeûne international contre les essais nucléaires, Grenoble, 1990

### En Europe
En 1957, le rapport WASH-740 (en) de la Commission de l'énergie atomique des États-Unis, appelé parfois rapport Brookhaven (du Brookhaven national laboratory), qui fait une analyse des risques (probabilité) et impact d'accidents nucléaires. Un groupe de scientifiques (dont des physiciens) forment l‘Union Mondiale pour la Protection de la Vie en 1958 à Salzbourg (Autriche) et ils sont à l'avant garde des campagnes contre les centrales d'énergie nucléaire.
En Autriche, en Suède (1979), en Belgique (1999) et en Allemagne (2000), sous l'influence des mouvements antinucléaires, les gouvernements ont décidé d'abandonner la filière électro-nucléaire progressivement et de ne pas construire de nouvelles centrales nucléaires.

#### En Allemagne

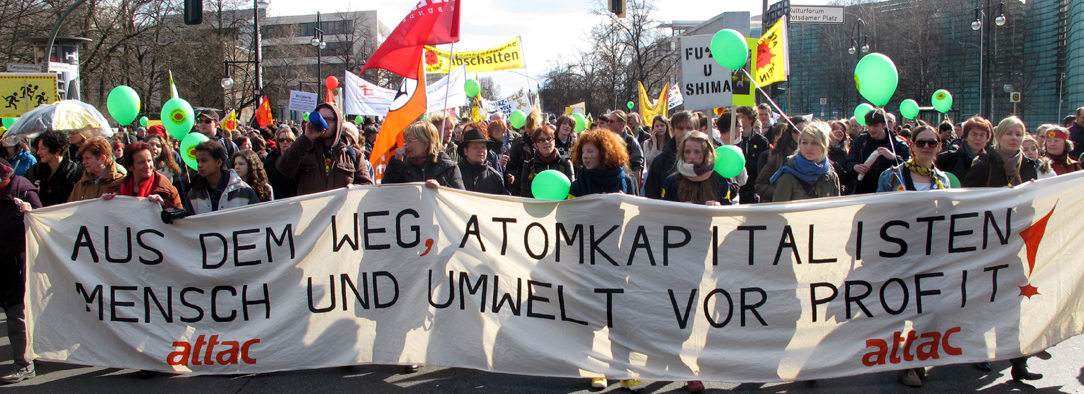
Manifestation à Berlin le 26 mars 2011

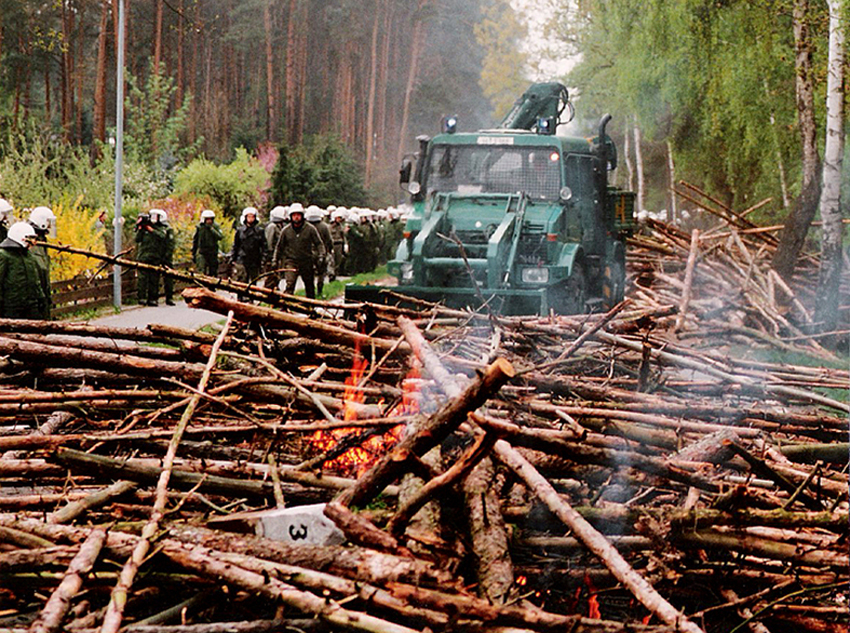
Barrage contre un transport de matières radioactives à Gorleben en 1996

Dès l'année 1979 eut lieu une occupation du chantier de la centrale nucléaire de Wyhl par 25 000 personnes pendant 8 mois.
En Allemagne, les transports de matières radioactives sont devenus l'un des principaux sujets de mobilisations du mouvement antinucléaire. En particulier, les transports de déchets entre l'usine Areva NC de la Hague et le centre de stockage temporaire (Transportbehälterlager) de Gorleben sont entourés de manifestations fortement médiatisées et d'un important dispositif policier.

#### En France
En France, pays disposant du plus grand nombre de réacteurs nucléaires par habitant au monde (56 réacteurs pour 65 millions d'habitants), les antinucléaires dénoncent le risque d'accident nucléaire, estiment qu'il n'y a pas de solution acceptable pour les déchets radioactifs et que le coût réel du démantèlement des installations nucléaires est sous-estimé. Ils affirment aussi que la France a investi d'importantes ressources durant des décennies dans le nucléaire civil et militaire, sans consultation de la population, et que le pays serait maintenant en retard dans le développement des énergies renouvelables par rapport à ses voisins.
En juillet 1976, puis le 31 juillet 1977, une manifestation à Creys-Malville rassemble plus de 50 000 manifestants devant le surgénérateur Superphénix. Elle se solde par la mort d'un manifestant et de nombreux blessés.
Dans la nuit du 19 novembre 1977, la « nuit bleue antinucléaire », la Coordination autonome des révoltés en lutte ouverte contre la société (CARLOS), un mouvement antinucléaire occasionnel formé de plusieurs groupes autonomes, s'en prend à différentes infrastructures en lien avec l'énergie nucléaire. Cette coordination éphémère regroupe les Noyaux armés pour l'autonomie populaire, la Gauche prolétarienne et Camarades s'associent à des militants du mouvement autonome. Elle envoie un communiqué  à Libération publié le 22 novembre dans lequel il déclare, entre autres, que combattre le nucléaire signifie « remettre en cause radicalement le capitalisme ». Les syndicats CFDT d'EDF-GDF et des chercheurs du centre atomique de Toulouse condamnent ces attaques. En revanche, le CANT (Comité antinucléaire de Toulouse) trouve normal « qu’une partie du mouvement choisisse une forme plus spectaculaire de légitime défense ». Ces 23 attentats visent surtout des structures et bâtiments d'EDF — dont une action sur un pylône, près de Saint-Jean-de-Niost, dans l’Ain.
En 1975 et 1979 l’Armée révolutionnaire bretonne commet deux attentats à la bombe contre la centrale de Brennilis,. Le 19 novembre 1977, des explosifs sont déposés dans des bâtiments ou sur des sites en lien avec l’énergie nucléaire (usines de Creusot-Loire et de CGE, locaux et installations d’EDF, etc.) par des militants d’extrême-gauche agissant sous la dénomination de CARLOS. En 1978, afin de réduire le déficit électrique de la Bretagne, le gouvernement français envisage d'implanter une centrale nucléaire sur la commune de Plogoff. Le projet est rejeté par de nombreux habitants de la région, rejoints par des opposants français et étrangers à l'énergie nucléaire. Le conflit se terminera par l'abandon du projet.
Entre 1980 et 1982 une opposition très vive se développe contre le projet de centrale nucléaire de Chooz-B, à laquelle répond une violente répression par les forces de l'ordre. Le gouvernement socialiste de Pierre Mauroy décide finalement de la construction de 2 réacteurs.
Dans la nuit du 18 janvier 1982, cinq roquettes sont tirées contre le chantier de la centrale nucléaire de Superphénix, sans que les auteurs de l'attentat soient identifiés et sans qu’il y ait de revendication. Ce n’est qu’en 2002, que Chaïm Nissim, ancien député écologiste de Genève, affirme être l'auteur de l'attentat et s'être procuré le lance-roquettes auprès du groupe du terroriste Carlos
Les antinucléaires affirment aussi que l'État est coupable de désinformation concernant le passage du « nuage » de la catastrophe de Tchernobyl sur la France.
En 1999 et 2000, de multiples manifestations empêchent la recherche d'un site destiné à accueillir un laboratoire de caractérisation du granite comme roche hôte pour le stockage de déchets radioactifs HAVL et MAVL. La « Mission de concertation granite », composée de trois hauts fonctionnaires, ne parvient pas à organiser les concertations prévues. Dans son rapport, la « Mission de concertation granite » écrit : « L’association Sortir du nucléaire s’est montrée particulièrement active en divulguant la carte des sites, épisode présenté comme une fuite, en assurant partout la résistance à la concertation, et en favorisant par l’intermédiaire de ses membres l’organisation de manifestations locales ». En l'absence de site granite, le seul laboratoire souterrain est le Laboratoire de recherche souterrain de Meuse/Haute-Marne implanté à Bure et qui caractérise une roche hôte argileuse.
Le 7 novembre 2004, à Avricourt (Moselle), un militant meurt accidentellement alors qu'il participe à une manifestation contre un convoi ferroviaire de déchets nucléaires. Sa mort a un grand retentissement au sein du mouvement antinucléaire et l'incident est relaté dans la presse internationale.
En 2006, EDF est condamné pour avoir espionné, avec l'aide d'anciens agents du renseignements francais, deux militants ecologistes de Greenpeace, dans un but de surveillance du mouvement écologiste.  Deux de ses décideurs ont écopés d'une peine de prison pour ces faits.
En 2009 a lieu une consultation européenne des citoyens en ligne afin de sonder l’avis des Européens sur les projets que devraient mettre en place les pouvoirs publics. En France, la pétition Sortir du nucléaire et favoriser les vraies énergies d'avenir arrive en première position un mois après publication. Ce succès est dû à la mobilisation en ligne active des réseaux antinucléaire qui, comme la plupart des mouvements activistes, utilisent le web pour organiser leurs actions. Le dépositaire de la pétition inscrit dans son profil son appartenance au mouvement Sortir du nucléaire, un réseau comprenant à l'époque 900 associations. La pétition est la plus visitée du site le mois de sa publication et les statistiques de la page montrent que 34,1% des visites proviennent de boites mails. Cet élément permet de mettre en lumière les ressorts et les usages des liens hypertexte dans le cadre du militantisme en ligne et particulièrement dans ce cas, dans les mouvements antinucléaire.
En 2018 et 2019, à la suite de violences commises par des militants antinucléaires venus s'installer à Bure et dans les villages voisins, la justice met 29 personnes et lieux sur écoute. Un millier de discussions sont retranscrites, plus de 85 000 conversations et messages interceptés, ce qui représente plus de 16 ans de temps cumulé de surveillance téléphonique.
En 2021, plus de Français se disent plus favorables au nucléaire qu'opposés à celui-ci et la confiance des Français pour le nucléaire ne cesse de croître. La production d’énergie nucléaire est également davantage défendue par les hommes (73 % y sont favorables) que par les femmes (54 %). De même, les Français de plus de 65 ans sont plus nombreux (71%) à l’approuver que les jeunes (51 %) ; 62 % des Français des catégories socioprofessionnelles supérieures sont pour, contre 50 % pour les classes populaires,,,.

#### En Grande-Bretagne
En Angleterre, dans le Berkshire, le camp de femmes pour la paix de Greenham Common démarre en septembre 1981 pour protester contre l’installation de missiles nucléaires sur une base aéronautique militaire et il va durer 19 ans, jusqu’à son démantèlement définitif en 2000.
En juin 1982, des musiciens forment un convoi pacifiste solidaire de plus de 100 véhicules pour se rendre à Greenham Common en clôture du festival de rock libre de Stonehenge.
Devenu célèbre à partir de la chaîne humaine du 1er avril 1983, formée par 70 000 personnes entre la base de la Royal Air Force de Greenham et l’usine d’armement nucléaire d'Aldermaston, ce Camp de femmes pour la paix de Greenham Common féministe, pacifiste et antinucléaire va inspirer « plus d’une douzaine d'autres campements de protestation pacifiste en Grande-Bretagne, dans toute l’Europe et ailleurs dans le monde ».
Tout au long des années 1980, le camp de Greenham Common est pour le gouvernement de Margaret Thatcher « une épine dans le pied qui perdure », et le quotidien The Guardian a consacré un site web à son histoire détaillée.
À partir de 1985, un camp de protestation de femmes contre l'armement nucléaire s’installe également à Aldermaston, qui va peu à peu se transformer en campagne de protestation féministe permanente contre « la folie nucléaire en général et les armes de destruction massive fabriquées en Angleterre en particulier ». Ces militantes continuent d’organiser des camps de protestation non-mixtes et publient un fil d’actualité sur les initiatives anti-guerre et antinucléaires en Grande-Bretagne.[réf. nécessaire]
En Écosse, le Faslane Peace Camp (en) dont des militants ont publié un journal en 2008, a démarré en juin 1984 à côté de la base navale de Faslane et il se poursuit encore activement en 2009.

#### En marge du mouvement antinucléaire en Europe
En novembre 1979, l’écoterroriste Marco Camenisch sabote des pylônes électriques à l'explosif, pour être « solidaire de la résistance contre les centrales nucléaires, de la résistance sociale et écologiste et de la lutte révolutionnaire de libération sociale contre la domination de classe et contre l'exploitation de l'homme et de la nature ».
En 1985, le sabotage du Rainbow Warrior commandité par le ministère de la Défense français entraîne la mort d'un militant de l'association Greenpeace, tué lors de l'explosion des mines placées sous le bateau. Ce sabotage visait à empêcher Greenpeace de continuer à pénétrer dans la zone militaire française près des sites du Pacifique où sont menés les essais nucléaires français.
Le 16 mai 2006, sur réquisition de la section antiterroriste du parquet de Paris, la Direction de la surveillance du territoire (DST) place le militant antinucléaire Stéphane Lhomme en garde à vue pendant 14 heures, d'abord à son domicile puis au commissariat central de Bordeaux. Son domicile est perquisitionné et la copie d'un document EDF classé « confidentiel défense » y est saisie,. Stéphane Lhomme est accusé de « compromission du secret de la défense nationale ». Le document en question concerne la sécurité du réacteur nucléaire EPR, en projet au moment des faits. Le lendemain, plusieurs associations antinucléaires protestent contre cette arrestation en diffusant alors le document dans son intégralité sur Internet. Stéphane Lhomme est alors sous la menace d’une mise en examen par le parquet de Paris et la DST pour « compromission du secret de la défense nationale », délit passible de cinq années d’emprisonnement et de 75 000 euros d’amende. La procédure est finalement classée sans suite fin août 2009.

### Au Japon
L’importance du mouvement antinucléaire au Japon s’est considérablement accrue depuis le désastre nucléaire de Fukushima, en mars 2011.
Le 10 décembre 2017, Setsuko Thurlow (サーロー 節子), née à Hiroshima et Hibakusha survivante du bombardement atomique du 6 août 1945, a délivré le discours de réception du Prix Nobel de la Paix d'ICAN à Oslo pour son action en faveur du désarmement nucléaire mondial.

## Critiques du mouvement antinucléaire
Les tenants de l'énergie nucléaire estiment que les antinucléaires donnent une priorité importante à la sortie du nucléaire civil par rapport à d'autres problèmes écologiques, comme les émissions de gaz à effet de serre.
Ainsi, Jean-Marc Jancovici s'étonne que les ONG environnementales qui acceptent sans les discuter les conclusions du GIEC, organisme de l'ONU, sont toutes à peu près unanimes pour réfuter celles de l'OMS, lui aussi rattaché à l'ONU, sur les conséquences de la catastrophe de Tchernobyl.
Selon les antinucléaires, les conclusions de l'OMS seraient biaisées car depuis 1959 l'OMS est statutairement soumise à l'Agence internationale de l'énergie atomique (AIEA) qui doit promouvoir l'énergie nucléaire,. L'OMS a fait en 2001 une mise au point rappelant que ce n'est qu'un principe de partage des compétences comme il existe entre tous les organismes mandatés par l'ONU, comme le PNUE, le GIEC, l'Agence internationale de l'énergie etc.
Ils soulignent aussi l'impréparation de la France à la gestion d'un accident du type Tchernobyl.
Cependant, certains écologistes reprochent au mouvement antinucléaire de sous-estimer les coûts environnementaux des combustibles fossiles et des alternatives non-nucléaires, et d'exagérer les coûts environnementaux du nucléaire,,,,,,,,.
Parmi les nombreux experts nucléaires qui offrent leur expertise pour aborder ces controverses, Bernard Cohen, professeur émérite de physique à l'Université de Pittsburgh, est fréquemment cité. Il est surtout connu pour comparer la sûreté nucléaire à la sécurité relative d'un large éventail d'autres phénomènes,.
Samuel MacCracken, de l'Université de Boston, a estimé que, en 1982, aux États-Unis, si la production de carburant et de transport, ainsi que la pollution, ont été pris en compte, 50 000 décès par an pouvaient être directement attribués aux centrales non nucléaires. Il a estimé alors que si les centrales non-nucléaires eurent été mises aux mêmes normes que les centrales nucléaires, chacune de ces centrale ne serait responsable que d'environ 100 décès par an.
La World Nuclear Association, organisation mondiale  réunissant les différents acteurs des technologies du nucléaire, fait des études qui permettent de quantifier les coûts et les avantages de l'énergie nucléaire comparés aux coûts et avantages des solutions de rechange. Le Nuclear Energy Institute (en) ou la SFEN, par exemple, créent leurs propres études sur le nucléaire,,.
Certaines personnes, y compris d'anciens opposants à l'énergie nucléaire, affirment que l'énergie nucléaire est nécessaire pour réduire les émissions de dioxyde de carbone. Parmi elles, James Lovelock, auteur de l'hypothèse Gaïa, Patrick Moore, le cofondateur de Greenpeace et ancien directeur de Greenpeace International, George Monbiot et Stewart Brand, créateur du Whole Earth Catalog,. Lovelock réfute les allégations sur le danger de l'énergie nucléaire et ses déchets,. « Je suis vert et je prie mes amis dans le mouvement d'abandonner leur opposition obtuse à l'énergie nucléaire ». Moore, dans une interview janvier 2008, déclare que « (…) j'ai eu tort dans mon analyse de l'énergie nucléaire comme une sorte de complot diabolique ». Dan Becker, directeur du département Réchauffement Climatique du Sierra Club, a déclaré en 2007 : « Le passage de centrales au charbon polluantes à l'énergie nucléaire dangereuse est d'abandonner la cigarette et de prendre du crack ».
« Alors que certains écologistes, dans l'intérêt de réduire les émissions de CO2 liées à la combustion de combustibles à base de carbone, sont passés de anti- à pro-nucléaire au cours des dernières années, beaucoup - sinon la plupart - des organisations écologistes militantes restent farouchement opposées à l'expansion de l'énergie nucléaire. Ils vont jusqu'à proposer le déclassement et le démantèlement des installations existantes électriques nucléaires »,.
George Monbiot, un écrivain anglais connu pour son engagement écologiste et politique, exprimait jusqu'alors une profonde antipathie à l'égard de l'industrie nucléaire. Il a finalement rejeté cette position et pris une position plus neutre plus tard, en ce qui concerne l'énergie nucléaire en mars 2011. Bien qu'il « déteste encore les menteurs qui dirigent l'industrie nucléaire », Monbiot préconise maintenant l'utilisation du nucléaire, après avoir été convaincu de sa relative sécurité. Il considère que les effets du séisme de 2011 de la côte Pacifique du Tōhoku sur les réacteurs nucléaires de la région sont très limités. Par la suite, il a durement condamné les méthodes antiscientifiques du mouvement antinucléaire, il a écrit que le mouvement « a trompé le monde sur les effets des rayonnements sur la santé humaine… et fait [des revendications] sans fondements scientifiques, invérifiables en cas de contestation et erronées à l'extrême ».

## Principales organisations antinucléaires françaises et internationales
- L'Union mondiale pour la protection de la vie.
- Les Amis de la Terre
- Greenpeace
- Campagne internationale pour l'abolition des armes nucléaires[94].
- Groupement des scientifiques pour l'information sur l'énergie nucléaire
- Global Chance
- Commission de recherche et d'information indépendantes sur la radioactivité
- Désarmement nucléaire en Europe
- Sortir du nucléaire (Canada)
- Réseau sortir du nucléaire
- Mouvement pour le désarmement, la paix et la liberté
- Association internationale des médecins pour la prévention de la guerre nucléaire